# Rapporto C/N
Il rapporto C/N indica il rapporto tra la quantità di carbonio e quella di azoto presente in una sostanza.
Nel caso dei terreni coltivati, o di un ammendante industriale, tale rapporto è importante perché fornisce un'indicazione sulla disponibilità dell'azoto, che è uno dei tre macro-elementi fondamentali per la vita delle piante.
La decomposizione della sostanza organica nei terreni è operata da speciali microrganismi che vivono nel suolo. Questi hanno un metabolismo che necessita di un rapporto piuttosto preciso tra il carbonio e l'azoto assunto attraverso il cibo, che è di 24:1. La struttura cellulare di tali microrganismi ha un rapporto C/N di circa 8:1. 
Su 24 unità di carbonio consumato dal microrganismo, circa 16 saranno utilizzate a scopo energetico e 8 verranno immagazzinate per mantenere la propria struttura cellulare.
Nel momento in cui si sceglie una coltura di copertura, o nella pianificazione dell'avvicendamento delle colture, bisogna tenere conto di questo rapporto perché esso è in grado di influenzare la fertilità del suolo.
Per esempio: lasciamo decomporre della paglia di frumento su un campo; questa ha un rapporto C/N molto elevato, circa 80:1. Essendo tale rapporto molto più alto di quello ideale per i microrganismi del suolo, avverrà che per poter metabolizzare il carbonio della paglia, i microrganismi saranno costretti a prelevare altrove l'azoto necessario.
La conseguenza sarà che i microrganismi preleveranno azoto dal suolo, sottraendolo così all'uso delle piante coltivate. Questo fenomeno è definito "immobilizzazione" dell'azoto.
Il fenomeno, tuttavia, non è irreversibile. L'azoto immobilizzato sarà infatti restituito al suolo (ed alle piante) nel momento in cui i microrganismi cominceranno a morire, la loro struttura cellulare verrà decomposta, e l'azoto liberato nel suolo.
Al contrario, se si aggiunge al suolo della sostanza organica con un basso rapporto C/N, i microrganismi consumeranno il carbonio e lasceranno l'azoto in eccesso nel suolo (mineralizzazione). Questo sarà prontamente disponibile per le piante, ma sarà anche esaurito più rapidamente e più facilmente dilavato attraverso le piogge (o le annaffiature).
Nel compostaggio si cerca di creare una miscela di sostanze organiche che abbia un rapporto C/N di circa 30:1.
In questo modo i microrganismi riusciranno a consumare agevolmente la sostanza organica, ma allo stesso tempo si determinerà un effetto "rilascio prolungato" per quella frazione di azoto trattenuto dai microrganismi.